# تشارلي براون (مغني)
تشارلي براون (بالإنجليزية: Charlie Brown)‏ هو مغني بريطاني، ولد في 30 أبريل 1991 في لندن في المملكة المتحدة.

## وصلات خارجية
- تشارلي براون على موقع ميوزك برينز (الإنجليزية)
- تشارلي براون على موقع ديسكوغز (الإنجليزية)